# Ziraldo

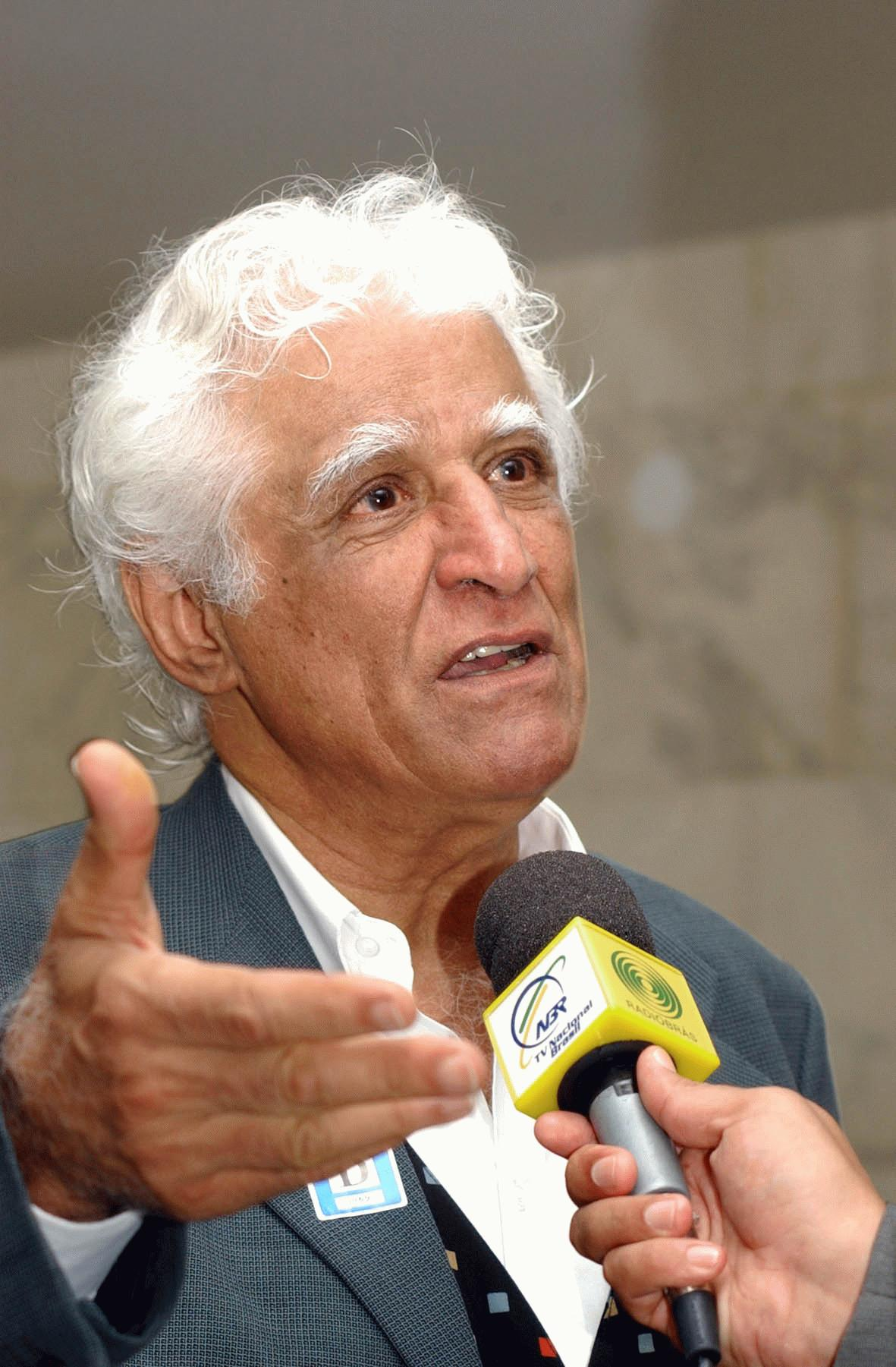
Ziraldo im Jahr 2003

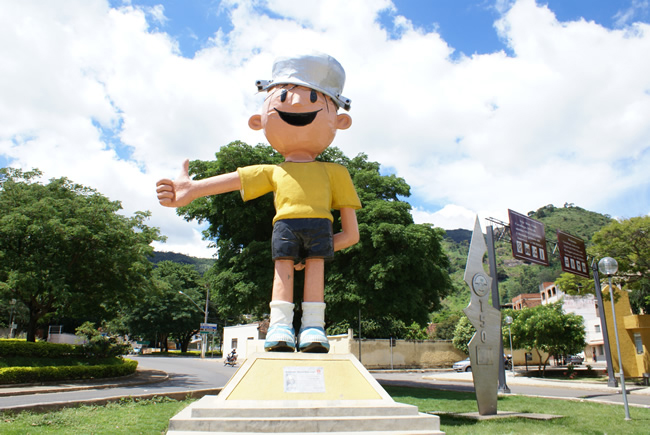
Monument für den Menino Maluquinho in Ziraldos Geburtsstadt Caratinga (MG)

Ziraldo Alves Pinto  (* 24. Oktober 1932 in Caratinga (MG); † 6. April 2024 in Rio de Janeiro), bekannt ausschließlich als Ziraldo, war ein brasilianischer Autor, Zeichner, Karikaturist, Maler und Journalist.

## Leben und Wirken
Berühmt wurde er durch die von ihm geschaffene Figur  Menino Maluquinho. Für die Filmadaption von Menino Maluquinho wirkte Ziraldo als Drehbuchautor. In Deutschland wurde der Film unter dem Titel Die kleine Nervensäge ausgestrahlt. 2004 nahm Ziraldo an der Festa Literária Internacional de Paraty teil.
Der Komponist Antonio Pinto ist eines von Ziraldos Kindern. Am 6. April 2024 starb Ziraldo in Rio de Janeiro im Alter von 91 Jahren.

## Bücher
- O Menino do Rio Doce
- A supermãe
- Flicts
- O Aspite
- Turma do Pererê
- O Menino Maluquinho
- O Bichinho da Maçã
- A Fábula das Três Cores
- O Joelho Juvenal
- O Planeta Lilás
- Uma Professora Muito Maluquinha
- Vito Grandam
- O Menino e seu Amigo
- Jeremias, o Bom
- Queremos Paz (em parceria com crianças de todo Brasil por meio do Portal Educacional)
- O Menino Quadradinho
- Almanaque Maluquinho
- Os dez amigos
- Rolim
- O Olho do Consumidor

### Auf Deutsch erschienen
- Flicts. Eine Farbe sucht Freunde. Verlagshaus Jacoby & Stuart, Berlin 2013, ISBN 978-3-941087-48-4
- Jonathan, der Apfelwurm, 1989